# (3810) Aoraki
(3810) Aoraki est un astéroïde de la ceinture principale.

## Description
(3810) Aoraki est un astéroïde de la ceinture principale. Il fut découvert le 20 février 1985 à Lac Tekapo par Alan C. Gilmore et Pamela M. Kilmartin. Il présente une orbite caractérisée par un demi-grand axe de 2,25 UA, une excentricité de 0,11 et une inclinaison de 6,8° par rapport à l'écliptique.

## Compléments